# Urso-pardo-de-ungava
O urso-pardo-de-ungava (Ursus arctos ungavaesis) foi uma subespécie de urso-pardo, agora considerada extinta, que habitou as florestas da península de Ungava, no Canadá, até meados do século XX. Os relatos históricos de ursos-pardos em Quebec foram normalmente rejeitados pelos biólogos modernos, sendo atribuídos a polimorfismos de coloração de ursos-negros (Ursus americanus), muito mais comuns na península de Quebec-Labrador. Em 1975, porém, o antropólogo Steven Cox descobriu um crânio de urso-pardo em Labrador, uma sólida evidência de que a população já existiu outrora. Os relatos de avistamentos do urso-pardo-de-ungava diminuíram lentamente ao longo dos séculos XIX e XX, e a população foi provavelmente extinta na segunda metade do século XX, pelo menos em parte devido à caça para obtenção de peles.
O urso-pardo-de-ungava é majoritariamente considerado apenas como uma população de urso-cinzento (Ursus arctos horribilis) que se extinguiu.